# 宗教法人審議会

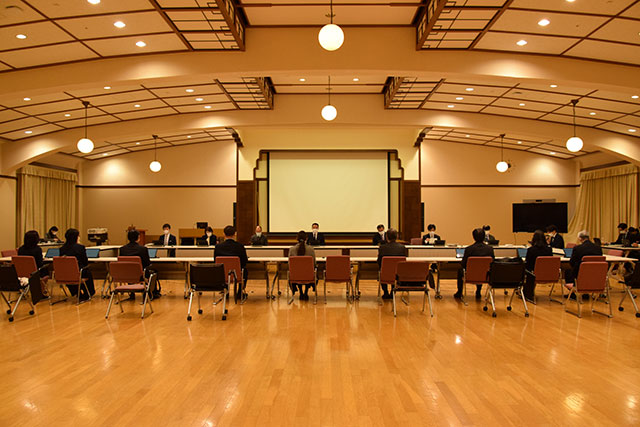
2022年12月（第182回）の様子

宗教法人審議会（しゅうきょうほうじんしんぎかい）は、文部科学大臣の諮問機関として、文部科学省（文化庁）に設置されている審議会。

## 概要
宗教法人法の第8章第71条～第77条に規定された諮問機関であり、委員は宗教家または、宗教に関して学識経験のある者で構成し、文部科学大臣が任命する。宗教法人法によってその権限に属せられた事項について処理する。

## 委員
2018年4月1日時点（第33期）
- 新井誠（会長） - 中央大学法学部教授
- 飯島法道 - 思親会会長、新日本宗教団体連合会理事
- 石井研士 - 國學院大學副学長
- 大橋真由美 - 成城大学法学部教授
- 岡田泰六 - 崇教真光三代教え主、新日本宗教団体連合会理事
- 巫部祐彦 - 神理教管長
- 北澤安紀 - 慶應義塾大学法学部教授
- 九條道成 - 明治神宮権宮司
- 熊野明夫 - 光明寺住職，弁護士
- 戸松義晴 - 全日本仏教会理事
- 原田一明 - 立教大学法学部教授
- 比企敦子 - 日本キリスト教協議会教育部総主事
- 日比野郁皓 - 全日本仏教婦人連盟理事、世界仏教徒連盟人道奉仕委員会委員長
- 本部雅裕 - 鵜戸神宮宮司
- 峰ひろみ - 首都大学東京法科大学院教授
- 宮本みち子 - 放送大学副学長
- 村鳥邦夫 - 御嶽教管長
- 矢木良雄 - イムマヌエル綜合伝道団教団総務
- 渡辺雅子 - 明治学院大学社会学部教授